# قائمة قرارات مجلس الأمن التابع للأمم المتحدة لعام 2008
تتضمن قائمة قرارات مجلس الأمن التابع للأمم المتحدة لعام 2008 جميع القرارات الصادرة عن مجلس الأمن التابع للأمم المتحدة خلال العام 2008.

## القائمة
| رقم القرار | الرمز            | نص القرار                         | موضوع القرار |
| ---------- | ---------------- | --------------------------------- | --- |
| 1795       | S/RES/1795(2008) | نص الوثيقة على موقع الأمم المتحدة | الحالة في كوت ديفوار |
| 1796       | S/RES/1796(2008) | نص الوثيقة على موقع الأمم المتحدة | تجديد ولاية بعثة الأمم المتحدة في نيبال وفقا لقرار مجلس الأمن 1740 (2007) حتى 23 تموز/يوليه 2008 |
| 1797       | S/RES/1797(2008) | نص الوثيقة على موقع الأمم المتحدة | الحالة المتعلقة بجمهورية الكونغو الديمقراطية |
| 1798       | S/RES/1798(2008) | نص الوثيقة على موقع الأمم المتحدة | الحالة بين إثيوبيا وإريتريا |
| 1799       | S/RES/1799(2008) | نص الوثيقة على موقع الأمم المتحدة | الحالة في جمهورية الكونغو الديمقراطية |
| 1800       | S/RES/1800(2008) | نص الوثيقة على موقع الأمم المتحدة | المحكمة الدولية لمحاكمة الأشخاص المسؤولين عن الانتهاكات الجسيمة للقانون الإنساني الدولي التي ارتكبت في إقليم يوغوسلافيا السابقة منذ عام 1991 |
| 1801       | S/RES/1801(2008) | نص الوثيقة على موقع الأمم المتحدة | الحالة في الصومال |
| 1802       | S/RES/1802(2008) | نص الوثيقة على موقع الأمم المتحدة | الحالة في تيمور - ليشتي |
| 1803       | S/RES/1803(2008) | نص الوثيقة على موقع الأمم المتحدة | عدم الانتشار |
| 1804       | S/RES/1804(2008) | نص الوثيقة على موقع الأمم المتحدة | الحالة في منطقة البحيرات الكبرى |
| 1805       | S/RES/1805(2008) | نص الوثيقة على موقع الأمم المتحدة | الأخطار التي تهدد السلام والأمن الدوليين بسبب الإرهاب |
| 1806       | S/RES/1806(2008) | نص الوثيقة على موقع الأمم المتحدة | الحالة في افغانستان |
| 1807       | S/RES/1807(2008) | نص الوثيقة على موقع الأمم المتحدة | الحالة المتعلقة بجمهورية الكونغو الديمقراطية |
| 1808       | S/RES/1808(2008) | نص الوثيقة على موقع الأمم المتحدة | الحالة في جورجيا |
| 1809       | S/RES/1809(2008) | نص الوثيقة على موقع الأمم المتحدة | السلام والأمن في أفريقيا |
| 1810       | S/RES/1810(2008) | نص الوثيقة على موقع الأمم المتحدة | عدم انتشار أسلحة الدمار الشامل |
| 1811       | S/RES/1811(2008) | نص الوثيقة على موقع الأمم المتحدة | الحالة في الصومال |
| 1812 ‏      | S/RES/1812(2008) | نص الوثيقة على موقع الأمم المتحدة | الحالة في السودان |
| 1813       | S/RES/1813(2008) | نص الوثيقة على موقع الأمم المتحدة | الحالة المتعلقة بالصحراء الغربية |
| 1814       | S/RES/1814(2008) | نص الوثيقة على موقع الأمم المتحدة | الحالة في الصومال |
| 1815       | S/RES/1815(2008) | نص الوثيقة على موقع الأمم المتحدة | الحالة في الشرق الأوسط |
| 1816       | S/RES/1816(2008) | نص الوثيقة على موقع الأمم المتحدة | الحالة في الصومال |
| 1817       | S/RES/1817(2008) | نص الوثيقة على موقع الأمم المتحدة | الحالة في أفغانستان |
| 1818       | S/RES/1818(2008) | نص الوثيقة على موقع الأمم المتحدة | الحالة في قبرص |
| 1819       | S/RES/1819(2008) | نص الوثيقة على موقع الأمم المتحدة | الحالة في ليبيريا وغرب أفريقيا |
| 1820       | S/RES/1820(2008) | نص الوثيقة على موقع الأمم المتحدة | المرأة والسلام والأمن |
| 1821       | S/RES/1821(2008) | نص الوثيقة على موقع الأمم المتحدة | الحالة في الشرق الأوسط |
| 1822       | S/RES/1822(2008) | نص الوثيقة على موقع الأمم المتحدة | الأخطار التي تهدد السلام والأمن الدوليين بسبب الإرهاب |
| 1823       | S/RES/1823(2008) | نص الوثيقة على موقع الأمم المتحدة | الحالة المتعلقة في رواندا |
| 1824       | S/RES/1824(2008) | نص الوثيقة على موقع الأمم المتحدة | المحكمة الجنائية الدولية لمحاكمة الأشخاص المسؤولين عن أعمال الإبادة الجماعية وغيرها من الانتهاكات الجسيمة للقانون الإنساني الدولي التي ارتكبت في إقليم رواندا والمواطنين الروانديين المسؤولين عن الإبادة الجماعية وغيرها من الانتهاكات المماثلة التي ارتكبت في أراضي الدول المجاروة بين 1 كانون الثاني/يناير 1994 و31 كانون الأول/ديسمبر 1994 |
| 1825       | S/RES/1825(2008) | نص الوثيقة على موقع الأمم المتحدة | نيبال |
| 1826       | S/RES/1826(2008) | نص الوثيقة على موقع الأمم المتحدة | الحالة في كوت ديفوار |
| 1827       | S/RES/1827(2008) | نص الوثيقة على موقع الأمم المتحدة | الحالة بين إثيوبيا وإريتريا |
| 1828       | S/RES/1828(2008) | نص الوثيقة على موقع الأمم المتحدة | تقارير الأمين العام عن السودان |
| 1829       | S/RES/1829(2008) | نص الوثيقة على موقع الأمم المتحدة | الحالة في سيراليون |
| 1830       | S/RES/1830(2008) | نص الوثيقة على موقع الأمم المتحدة | الحالة بشأن العراق |
| 1831       | S/RES/1831(2008) | نص الوثيقة على موقع الأمم المتحدة | الحالة في الصومال |
| 1832       | S/RES/1832(2008) | نص الوثيقة على موقع الأمم المتحدة | الحالة في الشرق الأوسط |
| 1833       | S/RES/1833(2008) | نص الوثيقة على موقع الأمم المتحدة | الحالة في أفغانستان |
| 1834       | S/RES/1834(2008) | نص الوثيقة على موقع الأمم المتحدة | الوضع في تشاد وجمهورية أفريقيا الوسطى والمنطقة دون الإقليمية |
| 1835       | S/RES/1835(2008) | نص الوثيقة على موقع الأمم المتحدة | عدم انتشار الأسلحة النووية |
| 1836       | S/RES/1836(2008) | نص الوثيقة على موقع الأمم المتحدة | الحالة في ليبيريا والمنطقة دون الإقليمية |
| 1837       | S/RES/1837(2008) | نص الوثيقة على موقع الأمم المتحدة | المحكمة الدولية لمحاكمة الأشخاص المسؤولين عن الانتهاكات الجسيمة للقانون الإنساني الدولي التي ارتكبت في إقليم يوغوسلافيا السابقة منذ عام 1991 |
| 1838       | S/RES/1838(2008) | نص الوثيقة على موقع الأمم المتحدة | الحالة في الصومال |
| 1839       | S/RES/1839(2008) | نص الوثيقة على موقع الأمم المتحدة | الحالة في جورجيا |
| 1840       | S/RES/1840(2008) | نص الوثيقة على موقع الأمم المتحدة | الحالة بشأن هايتي |
| 1841       | S/RES/1841(2008) | نص الوثيقة على موقع الأمم المتحدة | الحالة في السودان |
| 1842       | S/RES/1842(2008) | نص الوثيقة على موقع الأمم المتحدة | الحالة في كوت ديفوار |
| 1843       | S/RES/1843(2008) | نص الوثيقة على موقع الأمم المتحدة | الحالة في جمهورية الكونغو الديمقراطية |
| 1844       | S/RES/1844(2008) | نص الوثيقة على موقع الأمم المتحدة | الحالة في الصومال |
| 1845       | S/RES/1845(2008) | نص الوثيقة على موقع الأمم المتحدة | النزاعات في يوغوسلافيا السابقة، الحالة في البوسنة والهرسك |
| 1846       | S/RES/1846(2008) | نص الوثيقة على موقع الأمم المتحدة | الحالة في الصومال |
| 1847       | S/RES/1847(2008) | نص الوثيقة على موقع الأمم المتحدة | الحالة في قبرص |
| 1848       | S/RES/1848(2008) | نص الوثيقة على موقع الأمم المتحدة | الحالة في الشرق الأوسط |
| 1849       | S/RES/1849(2008) | نص الوثيقة على موقع الأمم المتحدة | المحكمة الدولية ليوغوسلافيا السابقة |
| 1850       | S/RES/1850(2008) | نص الوثيقة على موقع الأمم المتحدة | الحالة في الشرق الأوسط، بما في ذلك قضية فلسطين |
| 1851       | S/RES/1851(2008) | نص الوثيقة على موقع الأمم المتحدة | الحالة في الصومال |
| 1852       | S/RES/1852(2008) | نص الوثيقة على موقع الأمم المتحدة | الحالة في الشرق الأوسط |
| 1853       | S/RES/1853(2008) | نص الوثيقة على موقع الأمم المتحدة | الحالة في الصومال |
| 1854       | S/RES/1854(2008) | نص الوثيقة على موقع الأمم المتحدة | الحالة في ليبيريا وغرب أفريقيا |
| 1855       | S/RES/1855(2008) | نص الوثيقة على موقع الأمم المتحدة | المحكمة الجنائية الدولية لمحاكمة الأشخاص المسؤولين عن أعمال الإبادة الجماعية وغيرها من الانتهاكات الجسيمة للقانون الإنساني الدولي التي ارتكبت في إقليم رواندا والمواطنين الروانديين المسؤولين عن الإبادة الجماعية وغيرها من الانتهاكات المماثلة التي ارتكبت في أراضي الدول المجاروة بين 1 كانون الثاني/يناير 1994 و31 كانون الأول/ديسمبر 1994 |
| 1856       | S/RES/1856(2008) | نص الوثيقة على موقع الأمم المتحدة | الحالة في جمهورية الكونغو الديمقراطية |
| 1857       | S/RES/1857(2008) | نص الوثيقة على موقع الأمم المتحدة | الحالة في جمهورية الكونغو الديمقراطية |
| 1858       | S/RES/1858(2008) | نص الوثيقة على موقع الأمم المتحدة | الحالة في بوروندي |
| 1859       | S/RES/1859(2008) | نص الوثيقة على موقع الأمم المتحدة | الحالة بشأن العراق |

## المرجع
1. ↑  "قرارات مجلس الأمن". الأمم المتحدة. مؤرشف من الأصل في 2018-09-07. اطلع عليه بتاريخ 22 شباط / فبراير 2017. {{استشهاد ويب}}: تحقق من التاريخ في: |تاريخ الوصول= (مساعدة)